# Bække
Bække es un pueblo danés incluido dentro del municipio de Vejen, en la región de Dinamarca Meridional.

## Historia
La localidad surgió alrededor de su iglesia cuyas partes más antiguas datan  del ca. año 1100.
Entre 1830 y 1880 experimentó un crecimiento y prosperidad importantes gracias a la buena coyuntura agrícola para los cereales en Dinamarca. Se crearon grandes granjas en el campo circundante además de una cooperativa de crédito en la localidad. En 1887 se constituyó una cooperativa láctea.
En 1917 el pueblo quedó conectado al ferrocarril mediante una estación de la vía entre Troldhede y Kolding. Para 1968 quedó fuera de uso este ramal y la estación se cerró.

## Geografía
Bække se sitúa en la parte central de la península de Jutlandia. Las localidades vecinas son las siguientes:
| Noroeste: Vorbasse | Norte: Vorbasse | Noreste: Tågelund |
| Oeste: Lindknud    |                 | Este: Jordrup     |
| Suroeste: Vejen    | Sur: Vejen      | Sureste: Gesten   |

Su territorio está caracterizado por la presencia de suaves colinas. Está dedicado principalmente a la agricultura con presencia de pequeñas parcelas forestales entre los campos de cultivo. Estas están situadas principalmente al norte del casco urbano y cuentan con varias lagunas. En el sur de la localidad discurren varios pequeños arroyos cuya unión da nacimiento al río Drostrup. En el oeste, otros similares fluyen para el río Holme.

## Comunicaciones

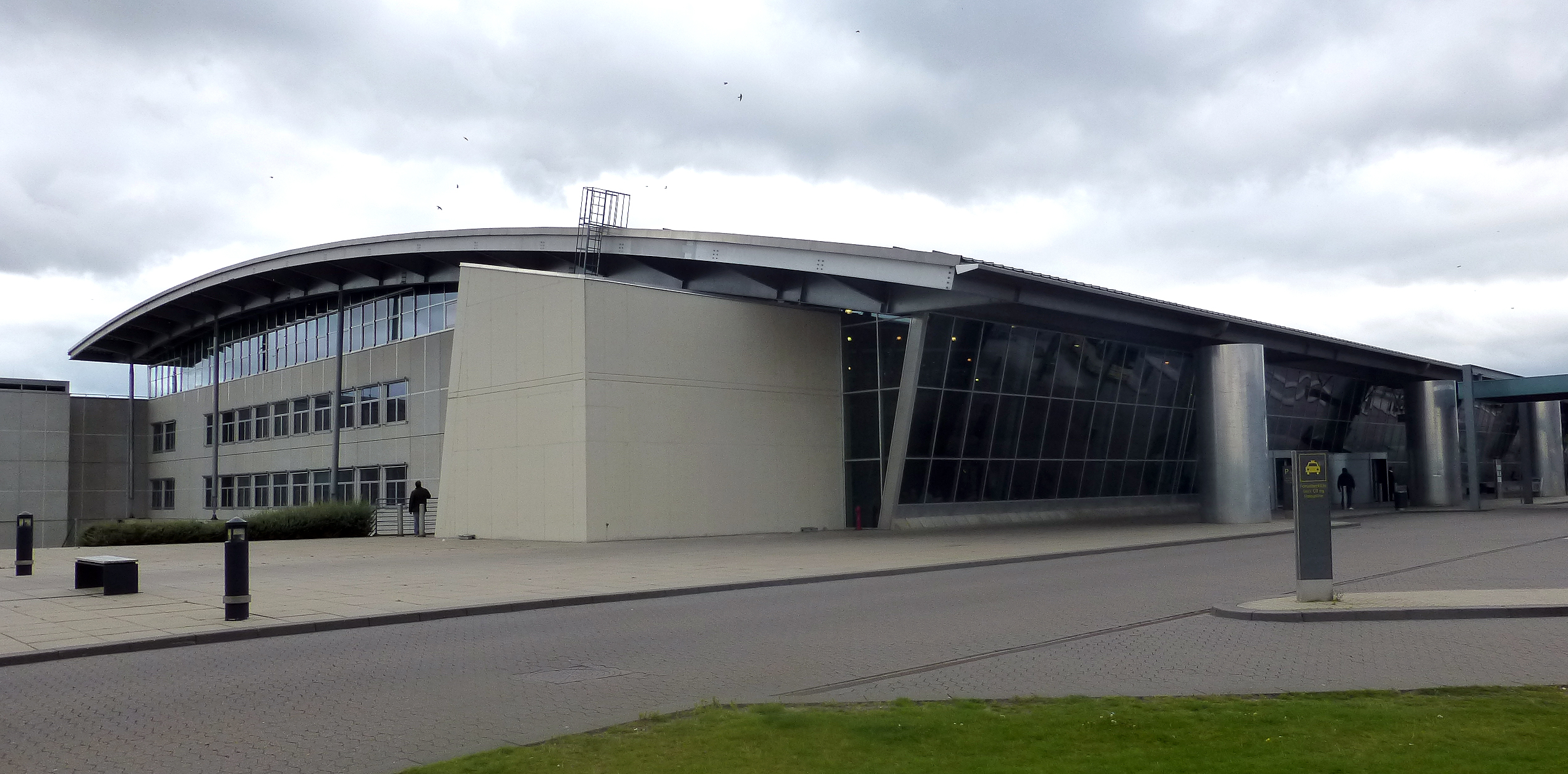
El aeropuerto de Billund es el más cercano a la localidad.

Por Bække no pasa ninguna autopista (motorvej) ni carretera nacional (motortrafikvej). Su área la atraviesan la carreteras regionales (landevej)  n.º 417 (que pasa por el casco urbano) y la n.º 469. Ambas se cruzan al noreste y permiten la conexión de la localidad con la autopista E20 que discurre por el sur. Varias carreteras locales permiten conectar la población con las vecinas.
En la población tenían parada en 2017 las siguientes líneas de autobús:
| Líneas de autobuses en Bække (2017) |                                                    |
| Número                              | Recorrido                                          |
| 111                                 | Vejle – Egtved – Bække – Vejen                     |
| 179                                 | Vejen – Bække – Vorbasse – Hejnsvig – Grindsted    |
| 572                                 | Bække – Vester Torsted – Veerst – Ravnholt – Bække |
| 575                                 | Bække – Gesten – Bække                             |

No cuenta con conexión ferroviaria. Las estaciones de tren más cercanas se encuentran a 12 km en Vejen y a 13 km en Brørup.
Los aeropuertos más próximos son los de Billund (26 km) y Esbjerg (42 km).

## Demografía
| Población de Bække entre 2010 y 2017 |
|                                      |
| Fuente: Statistics Denmark.          |

A 1 de enero de 2017 vivían en la localidad 1093 personas de las que 547 eran hombres y 546 mujeres. Bække está integrado dentro del municipio de Vejen y supone el 3% del total de sus habitantes. La densidad de población en este municipio era de 53 hab/km² muy inferior a la del total de Dinamarca que se sitúa en 133 hab/km².

## Economía
Además del sector primario representado por una agricultura dedicada mayoritariamente al cereal y por una ganadería estabulada, existe un sector secundario con un fabricante de filtros industriales.
Dentro del sector terciario o de servicios se encuentra un supermercado; un bed & breakfast; varios restaurantes; una gasolinera; una pequeña empresa de taxi y autobús; un concesionario de automóviles; un taller de automóviles y una floristería.

## Educación, deportes y sanidad

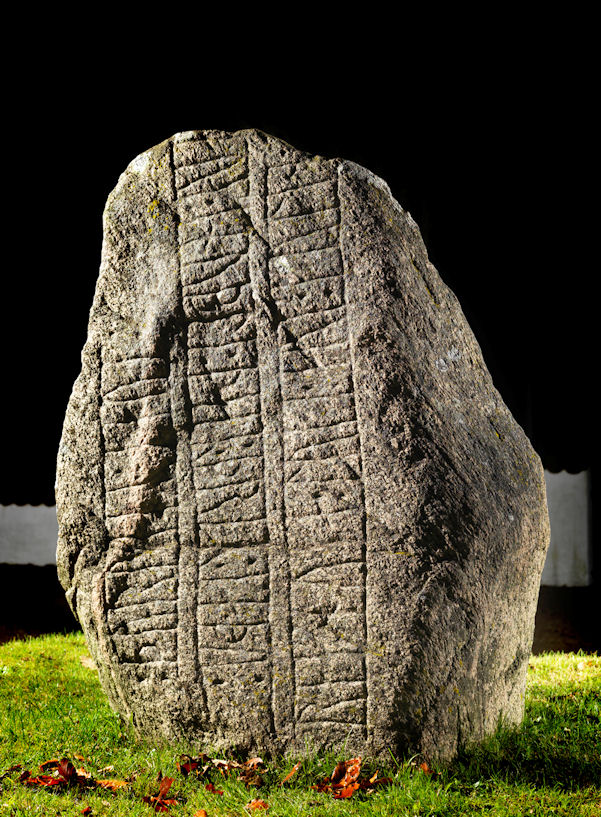
Piedra rúnica del año 925 existente en Bække.

La localidad cuenta con escuela de primaria y secundaria donde imparten clase 26 profesores y a la que acuden unos 278 alumnos. También existe una residencia de la tercera edad.
En el ámbito deportivo dispone de unas instalaciones multiusos donde se puede practicar tenins: balomano; rugby y baloncesto además de fútbol en un campo de hierba al exterior.

## Turismo
En la localidad existe una piedra rúnica datada en el año 925 y situada junto a la iglesia. Además se encuentran los restos de un enterramiento de la Edad del Bronce. El entorno natural es otro de sus atractivos, en concreto para practicar el ciclismo y el senderismo. La población es punto de paso de la ruta de senderismo y peregrinación  denominada Hærvejen que discurre entre Hirtshals/Frederikshavn y Padborg. Esta, además, es uno de los Caminos de Santiago que provienen del ámbito nórdico.